# Tuvia Bielski
Tuvia Bielski, född 8 maj 1906 i Novogrudok i Guvernementet Minsk i Kejsardömet Ryssland (nu Navahrudak i Belarus), död 1987 i New York, var en polsk-judisk partisanledare under andra världskriget. Tillsammans med sina bröder räddade han livet på runt 1200 judar under den tyska ockupationen av Belarus.

## Bielski-otriaden
Tuvia kom från en judisk jordbrukarfamilj. Efter första världskriget blev området man bodde i en del av den återskapade oberoende polska nationen, kallad Andra polska republiken. Efter Nazitysklands och Sovjetunionens gemensamma invasion av Polen 1939, blev området en del av sovjetrepubliken Vitryska SSR som Grodno oblast. 
När Nazityskland invaderat Vitryska SSR 1941, flydde han 1942 tillsammans med sina yngre bröder Zus, Aron och Asael ut i skogsområdet Naliboków för att gömma sig undan tyskarna. Snart anslöt andra judar som flytt undan tyskarnas förföljelser ifrån getton och närliggande byar. Denna grupp blev snart känd som  Bielski-otriaden och skulle hålla sig gömda i skogarna under åren som följde.
Gruppen var ständigt jagad av tyska jaktpatruller men lyckades i över två år överleva i skogarna och gruppens antal medlemmar växte ständigt. I sina läger byggde de skolor, kliniker, daghem och hus. Trots den farliga och svåra tillvaron de levde fortsatte gruppen att växa, och tyskarna lyckades aldrig få tag på dem. När nazisterna tvingades till reträtt från Belarus hade gruppen över 1200 medlemmar som således hade överlevt tyskarnas utrensningar.
Tuvia Bielskis avsikt var aldrig att slåss eller utföra sabotage mot tyskarna utan istället fokuserade han på att rädda så många judar som möjligt. Alla i gruppen tvingades dock lära sig hantera vapen i fall det skulle behövas och de samarbetade flera gånger med sovjetiska motståndsmän i området.

## Efter kriget
Efter kriget erbjöds Bielski en officerspost i den israeliska armén, men avböjde och flyttade istället med sin bror Zus till New York där de startade ett åkeri. De båda bröderna arbetade tillsammans livet ut. Ingen av bröderna Bielski sökte någonsin någon bekräftelse för sina insatser.

## Film
Filmen Motstånd är baserad på Tuvia Bielskis bedrifter; i filmen spelas han av Daniel Craig.